# آندری بارباشینسکی
آندری بارباشینسکی ((به بلاروسی: Андрэй Станіслававіч Барбашынскі)؛ زادهٔ ۴ مهٔ ۱۹۷۰) بازیکن هندبال اهل شوروی-بلاروس بود.